# Chlorocardium rodiei
Chlorocardium rodiei är ett träd i familjen lagerväxter, som växer i Guyana, Franska Guyana och Surinam. Tidigare klassificerades trädet som  Nectandra rodiei eller Ocotea rodiei.
Den ovanligt hårda, tunga, gulbruna och något grönskimrande veden, som kallas greenheart, grönträ eller greenhart, tidigare även sydamerikansk lager, var mycket uppskattat som skeppsbyggnadsvirke, och exporterades även till Europa. Vid sågning av Greenheartstockar spändes de fast mycket hårt i sågbänken då stockarna ibland kunde explodera våldsamt på grund av stora inre spänningar.

### Fotnoter
1. 1 2 3 4  ”Chlorocardium rodiei (R.H.Schomb.) Rohwer, H.G.Richt. & van der Werff” (på engelska). Kew Royal Botanical Gardens. 2022. https://powo.science.kew.org/taxon/urn:lsid:ipni.org:names:274528-2. Läst 16 augusti 2022.
2. 1 2  ”Chlorocardium rodiei (R.H. Schomb.) Rohwer, H.G. Richt. & van der Werff” (på engelska). Tropicos.org. Missouri Botanical Garden. 2022. https://tropicos.org/name/17805576. Läst 16 augusti 2022.
3. ↑  ”grönträ, greenheart”. Föreningen Skogen. https://www.skogen.se/glossary/grontra-greenheart. Läst 16 augusti 2022.
4. ↑  ”Tidskrift”. Svenska skogsvårdsföreningens tidskrift (Google Books). 1917. https://books.google.se/books?id=LUkD4PxWGjYC&q=Svenska+skogsv%C3%A5rdsf%C3%B6reningens+tidskrift+sydamerikansk+lager+1917&dq=Svenska+skogsv%C3%A5rdsf%C3%B6reningens+tidskrift+sydamerikansk+lager+1917&hl=sv&sa=X&ved=2ahUKEwjZ3tW5t8H5AhXmW_EDHU3NBSEQ6AF6BAgDEAI. Läst 16 augusti 2022.